# ファンキーモンキーベイビーズ3
『ファンキーモンキーベイビーズ3』（ファンキーモンキーベイビーズスリー）は、FUNKY MONKEY BABYSの3作目のアルバム。2009年3月4日にドリーミュージックより発売。

## 概要
- 前作から約1年3か月振りのアルバムで、ジャケットは前作に続いてメンバーのDJケミカルを起用している。
- 本作でシングル・アルバム通じて自身初のオリコンチャート1位を獲得した。
- DJケミカルが歌う「太陽おどり～新八王子音頭～」（作詞：井田誠一 作曲：いずみたく）が、「LOVE乱舞〜恋のミッション〜」を再生してから8分2秒(802→八王子)の所に録音されている。

## 収録曲
1. メロディーライン  (4:45)
作詞：FUNKY MONKEY BABYS・田中隼人/作曲：FUNKY MONKEY BABYS
2. 希望の唄  (4:29)
作詞：FUNKY MONKEY BABYS/作曲：FUNKY MONKEY BABYS・田中隼人
9thシングル
3. 桜  (5:20)
作詞・作曲：FUNKY MONKEY BABYS・川村結花
10thシングル
4. おかえりなさい  (4:50)
作詞・作曲：FUNKY MONKEY BABYS・川村結花
5. 旅立ち (5:35)
作詞・作曲：FUNKY MONKEY BABYS
7thシングル
6. 告白  (4:41)
作詞：FUNKY MONKEY BABYS/作曲：FUNKY MONKEY BABYS・Naoki-T/編曲：Naoki-T
8thシングル
7. ナツミ (4:58)
作詞：FUNKY MONKEY BABYS/作曲：FUNKY MONKEY BABYS・Naoki-T/編曲：Naoki-T
8thシングルのカップリング
8. ガムシャラBOY  (4:00)
作詞：FUNKY MONKEY BABYS・Soundbreakers/作曲：FUNKY MONKEY BABYS
9. 風  (4:36)
作詞：FUNKY MONKEY BABYS/作曲：FUNKY MONKEY BABYS・田中隼人・菅谷豊
9thシングル
10. 雪が降る街 (4:44)
作詞：FUNKY MONKEY BABYS/作曲：FUNKY MONKEY BABYS・田中隼人
DVDシングル
11. ナイトショット  (4:10)
作詞：DJ JIN/作曲：FUNKY MONKEY BABYS
12. LOVE乱舞 〜恋のミッション〜 (10:50)
作詞：FUNKY MONKEY BABYS/作曲：FUNKY MONKEY BABYS・Naoki-T
  - 太陽おどり〜新八王子音頭〜

作詞：井田誠一、作曲：いずみたく、編曲：田中隼人
シークレット・トラック。